# NGC 456
NGC 456 este un roi deschis și o nebuloasă de emisie situată în Micul Nor al lui Magellan, în constelația Tucanul. Acest obiect a fost descoperit în 1 august 1826 de către James Dunlop. De asemenea, a fost observat încă o dată de către John Herschel.